# ТЕЦ Gulf NPM
ТЕЦ Gulf NPM (GNPM) — теплоелектроцентраль, яка споруджена у тайській провінції Сарабурі (на північний схід від столиці країни Бангкоку).
В 2019 році на майданчику станції став до ладу парогазовий блок комбінованого циклу потужністю 135,2 МВт, в якому дві газові турбіни живлять через відповідну кількість котлів-утилізаторів одну парову турбіну.
Станція отримала довгостроковий контракт на викуп 90 МВт потужності державною електроенергетичною компанією Electric Generating Authority of Thailand (EGAT), тоді як надлишкова електроенергія та вироблена технологічна пара в обсягах 25 тонн на годину постачаються підприємствам індустріальної зони.
Як паливо станція використовує природний газ. Спершу він надходив у провінцію Сарабурі по трубопроводу Вангной – Каенгкой, а з 2015-го по Четвертому трубопроводу.
Проект реалізували через Gulf NPM Company Limited (GBP) — одну з дочірніх структур Gulf MP Company Limited (GMP), яка належить Gulf Energy Development Public Company (найбільший тайський приватний інвестор у електроенергетику) та японській Mitsui із частками 70 % та 30 % відповідно.
Можливо відзначити, що біч-о-біч з майданчиком Gulf NPM знаходиться ТЕЦ Gulf NK2, споруджена Gulf Energy Development в межах спільної діяльності з іншим японським інвестором.